# Хайнрих I фон Цутфен
Хайнрих I фон Цутфен (на немски: Heinrich I von Zutphen; * ок. 1080; † ок. 1120) е от 1105 г. граф на Цутфен и Твенте и фогт на Корвей.

## Биография
Той е най-възрастният син на граф Ото II фон Цутфен Богатия († 1113) и втората му съпруга Юдит фон Арнщайн († 1118).
Хайнрих I се жени за Матилда фон Байхлинген, дъщеря на Куно фон Нортхайм, граф на Байхлинген, и на Кунигунда фон Ваймар-Орламюнде.
През 1114 г. той участва във въстанието против император Хайнрих V. За последен път е споменат през 1118 г. Понеже няма деца, неговото наследство отива на сестра му Ермгард фон Цутфен († 1138), която е наследена от нейния син Хайнрих I, граф на Гелдерн.